# The Witness
The Witness („Свидетелят“) е логическа видеоигра в жанра пъзел, разработена от „Текла“ и издадена през 2016 г. Замислена е до известна степен по подобие на играта Myst от 1993 г. и в нея играчът се намира на самотен остров със сгради и природни образувания. Напредването става чрез решаване на главоблъсканици (или пъзели), представени на разпръснати из острова електронни панели или скрити в околната среда пътеки. Играта не предоставя преки напътствия за решаването на пъзелите, а изисква от играча да отгатне сам значението на знаците в тях чрез метода на проба – грешка.
Главният дизайнер на играта Джонатън Блоу започва работа по нея през 2008 г. недълго след издаването на Braid. Обявена е през 2009 г. и разработката ѝ продължава над пет години. Търговският успех на Braid позволява на Блоу да наеме по-голям екип от разработчици, без да отстъпва творческия си контрол върху крайния продукт. За създаването на визуалния език на играта екипът разработва собствен игрови двигател и наема художници, архитекти и ландшафтни архитекти, които да замислят как да бъде устроен островът. Поради продължителния процес издаването на играта е отложено от 2013 за 2016 г. Целта на Блоу е да създаде игра, съсредоточена върху несловесното общуване, и да накара играчите да се учат чрез собственото си наблюдение, за да стигнат до прозрение в намирането на решенията, което да им придаде по-голямо чувство за пряко участие и постижение с всеки успешен ход. Пъзелите са над 650 на брой, но от играча не се изисква да реши всичките, за да завърши играта.
The Witness е издадена за „Уиндоус“ и „ПлейСтейшън 4“ през януари 2016 г., а по-късно през същата и следващата година са издадени и версии за „Ексбокс Уан“, „Енвидия Шийлд“, MacOS и iOS. Първоначалните намерения за издаването ѝ на „ПлейСтейшън 3“ и „Ексбокс 360“ са прекратени, тъй като игровият двигател изисква по-мощни устройства. Екипът решава накрая да я издаде първоначално за „Уиндоус“ и „ПлейСтейшън 4“, а впоследствие – и за други платформи.
The Witness получава главно благоприятни отзиви от критиците, които отправят хвалби към трудните, но все пак решими пъзели, както и към цялостния облик на играта. През първата седмица след излизането ѝ на пазара от играта се продават над 100 000 копия – почти колкото са продадени от Braid едва през първата година след издаването ѝ, с което се възстановяват почти всички разходи за разработката на The Witness.

## Игра
The Witness е логическа игра, в която се играе от първо лице. Играчът е безименен герой, който излиза от подземен бункер и изследва остров с множество постройки и природни образувания. Островът е разделен на единайсет области, разположени около планина, която представлява крайната цел. Различават се една от друга по промените в растителността, а пъзелите във всяка от тях се решават по сходен начин, като всяка област представя нови знаци и съответния им начин на решаване. Крайната цел във всяка област са метални жълти кутии с вградени машинни устройства, които, след като се задействат чрез решените пъзели, насочват лазер към върха на планината. За да се отключи достъпът до вътрешността ѝ, трябва да се задействат общо шест такива устройства, но ако се задействат всички единайсет, има и допълнителни пъзели. След като реши крайния пъзел в планината, играчът влиза в клетка, с която се понася във въздуха и се завръща в бункера, откъдето играта започва отново.
Има и допълнителни незадължителни пъзели, разпръснати из острова. Един такъв набор от пъзели, достъпен след навлизане в планината, включва изпитание за време за решаване на около 12 автоматично създадени пъзела от различни видове в рамките на седем минути. Музиката по време на това изпитание включва отрязък от „Танцът на Анитра“ и „В пещерата на планинския крал“ на Едвард Григ. В цялата игра има над 650 пъзела, чието пълно решаване според Джонатан Блоу отнема средно около 80 часа, а сред тях има и един, който според него по-малко от 1% от играчите ще успеят да решат.
Всички пъзели се решават по един и същ начин – като се начертае пътека върху решетка. За да бъде начертаната пътека решение на който и да е пъзел, тя трябва да отговаря на редица правила, които не са особено сложни (например в лабиринт с бели и черни квадрати пътеката трябва да раздели белите от черните квадрати). Правилата се научават в хода на играта чрез самите пъзели, но няма никакъв текст, който да ги обяснява. Макар да са възможни съществени разлики между тях, поне три правила се прилагат еднакво за всички пъзели – пътеките трябва да започват винаги от кръгче, да завършват при отсечка със заоблен край и да не се пресичат. По тази причина много от пъзелите може да се разглеждат като лабиринти.
В играта има два режима на действие. Първият позволява на играча да се движи и да изследва острова, а вторият се използва за начертаването на пътека и решаването на пъзелите и се отличава с бяла рамка, опасваща екрана. В режим на чертане играчът не може да се движи, а само да използва контролите си, за да проследи пътеката през решетката на пъзела. Задейства се обикновено пред електронен панел, като намества погледа направо към него, но може да се задейства и по всяко друго време. От режима се излиза, след като играчът реши пъзела или отмени режима ръчно. Повечето пъзели осведомяват играча чрез звуков ефект или знак дали ги е решил правилно, или погрешно.
Повечето пъзели се разпознават лесно. Разположени са на разпръснати из острова панели на равнището на очите. Понякога няколко от тях са групирани заедно както когато играта упътва играча как се решават. Повечето са свързани верижно един с друг чрез захранващи кабели. Разрешаването на един от тях осветява кабела и отключва друг панел. В отделните области пъзелите се усложняват постепенно, докато играчът се стреми да отключи достъпа до жълтата кутия. Пъзелите във всяка област трябва да се решават обикновено един след друг поред, докато самите отделни области нямат установена последователност. Това придава на играта усещане за отворен свят и позволява на играча, ако не намира решение в една област, да премине към друга.
Правилата на някои пъзели зависят понякога не от знаците, изобразени в него, а от самата среда, в която се намират. Например тези, приличащи на клоните на дърво, се решават чрез наблюдение на намиращо се наблизо истинско дърво.
Има и редица незадължителни пъзели, чийто единствен начин да се решат, се намира в околната среда. Както при панелните пъзели те се решават чрез влизане в режим на чертане и проследяване на пътеката. Съставните им части обаче са разпокъсани на различни места и за да образуват непрекъсната пътека, се обединяват само когато са погледнати под определен ъгъл. Завършването на един от тези пъзели още в самото начало на играта води до алтернативен край, в който играчът се пренася в истинския свят от гледна точка на човек, който сваля от себе си устройствата си за виртуална реалност и се опитва да дойде на себе си, но все още изглежда потънал в играта и търси знаци от пъзелите в истинската си среда.
На различни места из острова има разпръснати малки електронни устройства, включващи аудиозаписи на цитати и мисли от различни личности, например Буда, Бъръс Фредерик Скинър и Уилям Кингдън Клифърд и други. Сред озвучаващите актьори се нареждат Ашли Джонсън, Фил Ламар, Матю Уотърсън и Тера Дева. Играчът може да намери и своеобразен подземен киносалон, в който да гледа кратки видеоклипове – например откъс от британската научна поредица Connections („Връзки“) на Джеймс Бърк или крайната сцена от филма „Носталгия“ на Андрей Тарковски.

## Отзиви
The Witness е смятана широко за една от най-добрите игри за периода от 2010 до 2019 г. Сайтовете IGN, Polygon, NME, CNET, както и канадският вестник „Нешънъл Поуст“ я включват в класациите си за най-добри игри на десетилетието. През 2017 г. британското списание „Едж“ я обявява за 22-рата най-добра игра на всички времена, а през 2022 г. IGN я класира като 59-та най-добра игра. Пародийната игра The Looker от 2022 г. е създадена по неин образец.